# Molyhos tinóru
A Molyhostinóru (Xerocomus subtomentosus) az osztatlan bazídiumú gombák, azon belül a tinórufélék közé tartozó faj. Népiesen kutyavargányának is nevezik.

## Megjelenése

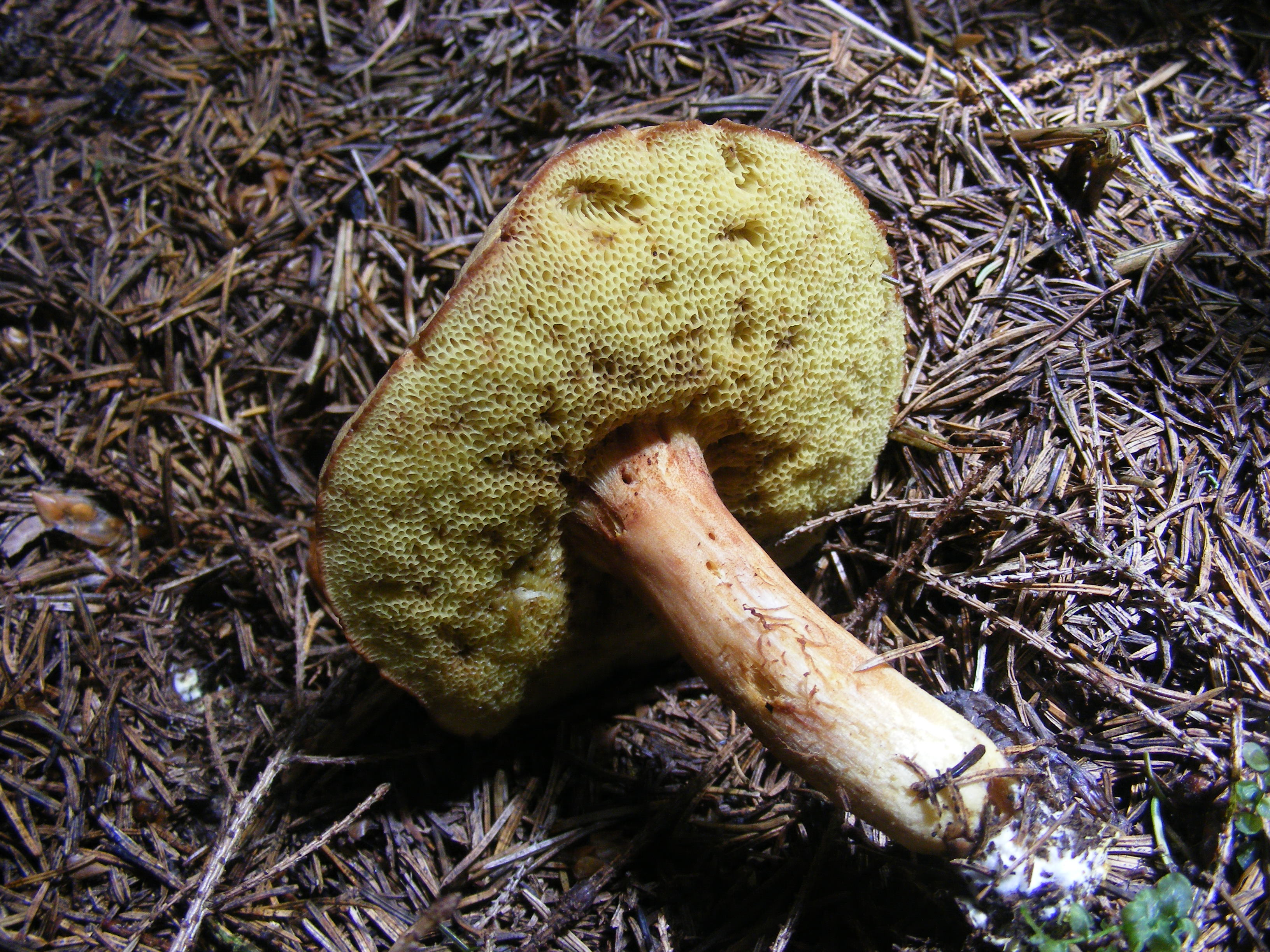
Molyhostinóru tönkje és termőrétege

Közepes termetű gomba, rendszerint egyesével, a talajon terem, júniustól októberig, lomb- és fenyőerdőkben. Leginkább a ritkás erdőszéleket, erdei utak mentét kedveli.
Kalapja sárgászöld, szürke, vagy barna, fiatalon félgömb alakú, majd szétterül. Jellemző átmérője 5 – 10 cm.
Termőrétege csöves, színe fiatalon citromsárga, majd zöldessárga lesz, az idős példányoké kekiszínű. Tönkje karcsú, bordás, jellemző magassága 6 – 11 cm. Húsa sárga, színtartó, de esetleg gyengén megkékülhet. Íze, szaga nem jellegzetes.

## Összetéveszthetősége
Közeli rokonával, a szintén ehető barna tinóruval lehet a legkönnyebben összetéveszteni, az azonban nagyobbra nő és csöves része nyomásra erősen megkékül. Esetleg még össze lehet téveszteni az aranytinóruval, amelynek kalapja azonban repedezett és húsa, tönkje bíborvörös. Mérgező gombával nem lehet összetéveszteni.